# ティンメン/事の起こりはキャデラック
「ティンメン／事の起こりはキャデラック」（Tin Men）は1987年のアメリカ合衆国のコメディ映画である。監督はバリー・レヴィンソン、出演はリチャード・ドレイファス、ダニー・デヴィート、バーバラ・ハーシーなど。1963年のボルチモアを舞台に、小さな自動車事故から始まった2人のセールスマンの滑稽な争いを人情味豊かに描く。

## あらすじ
セールスマンのビル"BB"・バボウスキー(リチャード・ドレイファス)は、買ったばかりのキャデラックで自動車ディーラーから道路に出ようとした途端、同業者のセールスマンのアーネスト・ティリー(ダニー・デヴィート)が運転するキャデラックと衝突してしまう。2人とも非を認めず激しく罵り合った。
BBは詐欺まがいの巧みなセールストークでリフォーム用外壁材を売り歩く腕利きセールスマン。上等なスーツを着てキャデラックを乗り回し、同僚たちと仕事の自慢話をするのが日課だ。一方ティリーはセールスの才能にあまり恵まれておらずいつも機嫌が悪い。しかもわずかな収入を競馬に使い込んでしまうので、妻のノラ(バーバラ・ハーシー)との関係も冷めきっていた。
ある晩、BBは偶然見つけたティリーの車のヘッドライトを蹴り壊した。その仕返しにティリーはBBの職場を探し出し車のガラスを全部叩き割った。すると今度はBBはノラを誘惑し「おまえの女房を寝取ってやったぞ」とティリーに電話をした。見兼ねた同僚たちが話し合いの場を設けてやるが、喧嘩はますますエスカレートし火に油を注ぐ有様だった。
だがあるとき、BBの大先輩のモー・アダムス(ジョン・マホーニー)が仕事中に心臓発作で倒れた。貯金も年金も保険も無いから家族に何も残してやれないと弱音を吐くモーにBBは動揺する。ティリーのほうは税金を滞納したせいで家と家財を差し押さえられてしまい、ノラは家を出てBBの家に住むことになった。もはや喧嘩どころではなく、2人の感情に変化が表れ始めた。
巷では悪徳リフォーム業者の苦情が相次いでおり、州は住宅改善委員会を発足して調査を始めた。ティリーの上司(J・T・ウォルシュ)は営業成績の悪いティリーを差し出して委員会と取り引きする魂胆だ。BBは自ら犠牲になって証言台に立つつもりだった。公聴会に召喚されたBBとティリーは販売員許可証を取り消された。ティリーは最後まで納得がいかない様子だがBBはむしろ清々しい気分だった。
会場を出るとティリーの車が国税局に持って行かれ無くなっていた。BBは足のないティリーを車に誘う。すっかり打ち解け合った2人は早速次の仕事の話しを始めるのだった。

## 出演
| 出演                         | 役名                   | 役柄           |
| ---------------------------- | ---------------------- | -------------- |
| リチャード・ドレイファス     | ボブ”BB”・バボウスキー | セールスマン   |
| ダニー・デヴィート           | アーネスト・ティリー   | セールスマン   |
| バーバラ・ハーシー           | ノラ・ティリー         | ティリーの妻   |
| ジョン・マホーニー           | モー・アダムス         | BBの同僚       |
| シーモア・カッセル           | チーズ                 | BBの同僚       |
| マット・クレイブン           | ルーニー               | BBの同僚       |
| アラン・ブルーメンフェルド   | スタンリー             | BBの同僚       |
| リチャード・ポートナウ       | カーリー               | BBの同僚       |
| マイケル・タッカー           | ベーグル               | BBの同僚       |
| ブルーノ・カービイ           | マウス                 | ティリーの同僚 |
| ジャッキー・ゲイル           | サム                   | ティリーの同僚 |
| スタンリー・ブロック         | ギル                   | ティリーの同僚 |
| J・T・ウォルシュ             | ウィング               | ティリーの上司 |
| ブラッド・サリヴァン         | マスターズ             | 委員会の審査員 |
| ファイン・ヤング・カニバルズ | －                     | クラブのバンド |

## 作品概要
バリー・レヴィンソン監督の故郷であるボルチモアを舞台にした4部作のうち本作は2作目となる。他の3作は「ダイナー」(1982)、「 わが心のボルチモア 」(1990)、「リバティ・ハイツ」(1999)。
撮影が始まった頃、撮影スタッフは「道路から少し奥まった芝生の庭がある3階建ての木造住宅」というロケ地を探していた。レヴィンソン監督は「それならスプリングデール・アベニュー4211番地に行けばあるよ」と教えた。そこはレヴィンソンが生まれ育った家で、リチャード・ドレイファスとジョン・マホーニーがLife誌の取材だと言って客を騙すシーンで使用された。
映画ではセールスマンらがダイナーで会話に興じるシーンが何度か見られるが、これはレヴィンソン監督の若い頃の体験が基になっているという。
『1963年頃にダイナーで友人と食事をしていると、隣のテーブルで男たちが詐欺のような会話をしていた。派手なスーツを着て世間に対して反抗的な雰囲気を持つ人たちだった』
ダニー・デヴィートたちが朝食をとるシーンで、後ろの席にいるグループが若い頃のレヴィンソンたちである。劇中にたびたび登場するダイナーは映画「ダイナー」と同じ場所で撮影しているほか、「ダイナー」に出演したマイケル・タッカーが本作でも同じベーグルという役で登場する。
プロダクションノートには映画に出てくるセールスマンたちのバックグラウンドが詳細に書かれている。
『午前11時頃、セールスマンたちはダイナーに集まって遅い朝食をとり、ピムリコ競馬場で遊んでから仕事へ出かける。調査員に扮した同僚と一緒にキャデラックを転がして"くたびれた住宅"を探す。キャデラックは客を信用させる必須アイテムだ。
家に上がると住人がうんざりするほど長居して契約書にサインしたくなるよう仕向ける。サインさせるとすかさず施工業者が材料を搬入し、外壁に真っ赤なペンキで「この面からスタート」と書きなぐり後戻り出来ないようにする。キャンセルはされない。なぜならご近所に「金に困ってるのだろう」と噂されるからだ。
工事費が1,000ドルならば契約額は2,400ドル。仲介料は800～900ドルで、セールスマン役と調査員役とで6：4の割合で受け取る。
営業所は郊外にあり看板も掲げていないので実態がわからない。セールスマンらは拘束されるのを嫌がるためフリーランス契約で、営業所にいる時間はほとんどなく車や飲食店が仕事場になっている。彼らの勤務時間は1日に4時間程度で週に４日しか働かない。成功して大金持ちになった者もいるが、ほとんどがギャンブルや酒に使ってしまい貯金もなければ保険にも加入せず年金も保証されない。
1963年にメリーランド州は住宅改善委員会を開設し、訪問販売に一定のルールを設けたため多くのセールスマンが転職を余儀なくされた。』

なお、タイトルの“Tin Men”「ブリキ男たち」とは、アルミサイディング(金属製の外壁材)のセールスマンを揶揄した当時の俗語である。

## 挿入歌
| 曲名                                  | 邦題                             | アーティスト                   |
| ------------------------------------- | -------------------------------- | ------------------------------ |
| Sweet Lorraine                        | スウィート・ロレイン             | ナット・キング・コール         |
| Good Thing                            | グッド・シング                   | ファイン・ヤング・カニバルズ   |
| Social Security                       | 社会保障                         | ファイン・ヤング・カニバルズ   |
| Hard as It Is                         | アズ・ハード・アズ・イット・イズ | ファイン・ヤング・カニバルズ   |
| Tell Me What                          | テル・ミー・ホワット             | ファイン・ヤング・カニバルズ   |
| Try a Little Tenderness               | トライ・ア・リトル・テンダネス   | オーティス・レディング         |
| All the Things You Are                | 君は我がすべて                   | ジョー・スタッフォード         |
| You Belong to Me                      | ユー・ビロング・トゥ・ミー       | ジョー・スタッフォード         |
| The Girl From Ipanema                 | イパネマの娘                     | アントニオ・カルロス・ジョビン |
| How Insensitive                       | お馬鹿さん                       | アントニオ・カルロス・ジョビン |
| The Man Who Shot Liberty Valance      | リバティ・バランスを射った男     | ジーン・ピットニー             |
| In the Wee Small Hours of the Morning | 夜は更けて                       | フランク・シナトラ             |
| It's Not for Me to Say                | お目当てちがい                   | ジョニー・マティス             |
| La Bamba                              | ラ・バンバ                       | リッチー・ヴァレンス           |
| His Latest Flame                      | マリーは恋人                     | エルヴィス・プレスリー         |
| Wishin' and Hopin'                    | ウィッシン・アンド・ホーピン     | ダスティ・スプリングフィールド |
| Life's Too Short                      | 人生短し                         | ザ・ラフェイエッツ             |

## 評価
批評家の反応は概ね好評で、Rotten Tomatoesでは78％、Metacriticでは75%の支持を得ている。

## 出展